# Clypeosphaeria
Clypeosphaeria Fuckel – rodzaj grzybów z rodziny Clypeosphaeriaceae.

## Systematyka i nazewnictwo
Pozycja w klasyfikacji według Index Fungorum: Clypeosphaeriaceae, Amphisphaeriales, Xylariomycetidae, Sordariomycetes, Pezizomycotina, Ascomycota, Fungi.
Synonimy: Anthostoma subgen. Entosordaria (Sacc.) Cooke, Anthostomella subgen. Entosordaria Sacc., Coccochorina Hara, Entosordaria (Sacc.) Höhn., Stereosphaeria Kirschst.

## Gatunki występujące w Polsce
- Clypeosphaeria mamillana (Fr.) Lambotte 1880

Nazwy naukowe na podstawie Index Fungorum. Wykaz gatunków według Mułenko i in.